# Ruvyironza
Ruvyironza (także Luvironza) – rzeka w Burundi i Tanzanii, uznawana za najbardziej odległe źródło Nilu. Wypływa w Burundi, a następnie wpływa do Tanzanii i łączy się z Kagerą.